# 政府化驗所

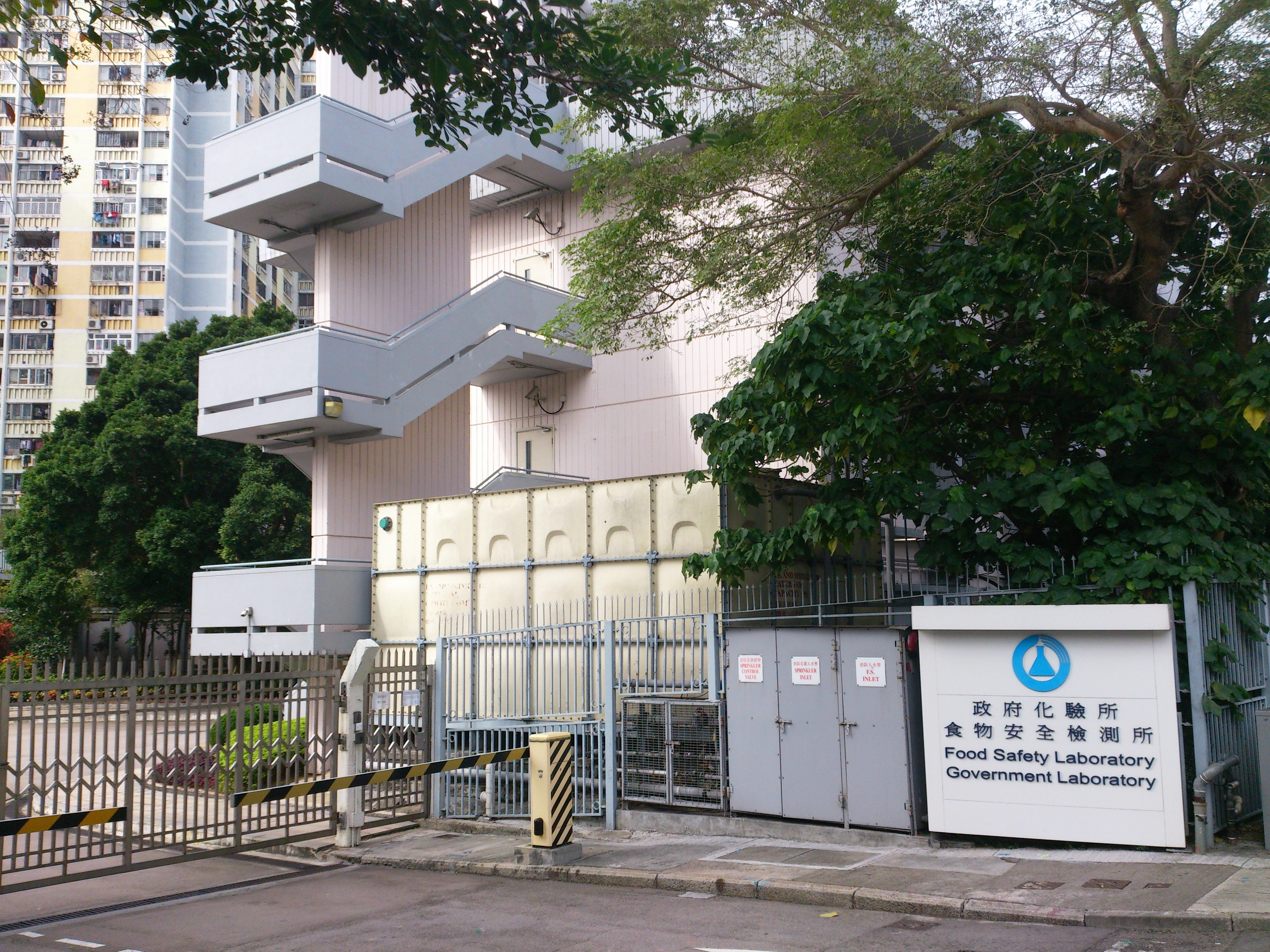
政府化驗所食物安全驗測所

政府化驗所（英語：Government Laboratory，縮寫：GL）於1913年成立，是香港特別行政區政府環境及生態局轄下的部門，負責為各香港政府部門在法證、公眾衛生及安全、環境保護、稅收及消費者權益等相關的化驗事務，提供支援。現任政府化驗師為李偉安博士，領導約480名職員，其中約1/3是來自不同類別的科學專業人士。

## 理想及使命

### 理想
「獲國際公認為提供世界先進水平科學服務化驗所。」

### 使命
「建立一支充滿自信而勇於承擔的工作隊伍，藉著推展計量科學及相關標準，為市民提供優質的分析、法證和諮詢服務。

### 信念
- 處事公正：我們嚴守職業道德，堅持誠實和大公無私的工作態度。
- 作風專業：我們提倡自強不息的精神以達致卓越的科學水平。
- 保證質量：我們力求所有工作均符合業內最佳的質量標準。
- 群策群力：我們確認整體員工的積極參與和合作是成功的重要因素。
- 以客為本：我們致力瞭解和重視客戶的需求，以公開和合作的態度制定工作計劃及完成既定目標。
- 重視環保：我們承諾一切作業均符合環保指引。

## 組織
- 政府化驗所：由政府化驗師出任主管。
  - 分析及諮詢事務部：由助理政府化驗師領導。
  - 法證事務部：由助理政府化驗師領導。
  - 行政部：負責提供行政支援，以及處理以科學文獻為主的資訊服務，包括一套唯讀光碟伺服器系統，供予政府化驗所全體職員所使用。由部門主任秘書領導，約32名職員。

## 歷史
政府化驗所的歷史可以追溯至1879年，當時屬於西區國家醫院的分支機構，除負責化驗工作外，亦負責西區國家醫院的配藥工作。1913年，政府化驗所脫離西區國家醫院管轄，改由醫務署管轄，並持續至1978年才分拆為單獨的政府機構。
1992年12月，政府化驗所遷往九龍何文田辦事處，總面積逾8,000平方米。除總部外，政府化驗所亦設有數個位於不同政府辦公大樓的衛星實驗室。
政府化驗所來原隸屬於衞生福利及食物局，於2007年7月1日決策局重組後，被劃入新成立的食物及衞生局。
政府化驗所包含兩個主要部分，分別是分析及諮詢事務部及法證事務部。每個事務部均由一位助理政府化驗師負責。行政支援的工作由行政事務部負責。
2012年，政府化驗所分別進行了20萬3千項藥物測試及13萬4千項食物測試。
2013年12月2日起，政府化驗所為了紀念其100周年的里程碑，一連4日舉辦連場國際學術會議，探討化驗技術的最新發展等。

## 歷任首長
- 李南生（1984年11月1日—1996年11月3日）
- 戴禮義（1996年11月4日—1999年2月28日）
- 陳志堅（1999年3月1日—4月）
- 郭大偉（署理，1999年4月1日—2001年5月）
- 郭大偉（2001年5月10日—2004年6月30日）[4]
- 丁大倫（2004年7月1日—2010年3月31日）[5]
- 劉秋銘（2010年4月1日—2015年7月31日）[6]
- 單慧媚（2015年8月1日—2022年5月15日）
- 李偉安（2022年5月16日—）

## 外部連結
- 香港特別行政區政府 政府化驗所 （页面存档备份，存于）